# آپیسر
آپیسر (انگلیسی: Apacer) شرکت رایانه‌ای تایوانی است، که در سال ۱۹۹۷ تأسیس شد.